# Tyriobapta torrida
Tyriobapta torrida – gatunek ważki z rodziny ważkowatych (Libellulidae).